# Xestia argyrea
Xestia argyrea là một loài bướm đêm trong họ Noctuidae.